# Châtelperron
Châtelperron ist eine französische Gemeinde mit 132 Einwohnern (Stand 1. Januar 2022) im Département Allier in der Region Auvergne-Rhône-Alpes; sie gehört zum Arrondissement Vichy und zum Kanton Moulins-2. Sie ist Namensgeberin für die archäologische Kultur des Châtelperronien.

## Geografie
In der Gemeinde Châtelperron liegt in der Landschaft Bourbonnais, 30 Kilometer südöstlich von Moulins gelegen, erstreckt sich das Tal des Graveron, einem Nebenfluss der Besbre. Die Besbre bildet die westliche Grenze des Gemeindegebietes.

## Bevölkerungsentwicklung
| Jahr                       | 1962 | 1968 | 1975 | 1982 | 1990 | 1999 | 2006 | 2015 | 2022 |
| Einwohner                  | 259  | 287  | 250  | 219  | 189  | 137  | 141  | 145  | 132  |
| Quellen: Cassini und INSEE |      |      |      |      |      |      |      |      |      |

## Sehenswürdigkeiten
- Kirche Saint-Pierre (12. Jahrhundert), Monument historique[1]
- Burg (Château de Châtelperron, 12. und 15. Jahrhundert), Monument historique[2]
- Grotte des Fées, einen Kilometer nördlich des Ortszentrums gelegen, siehe Hauptartikel Châtelperronien, Monument historique[3]
- Schloss Chassimpierre (15. und 19. Jahrhundert)
- Festes Haus Les Escures

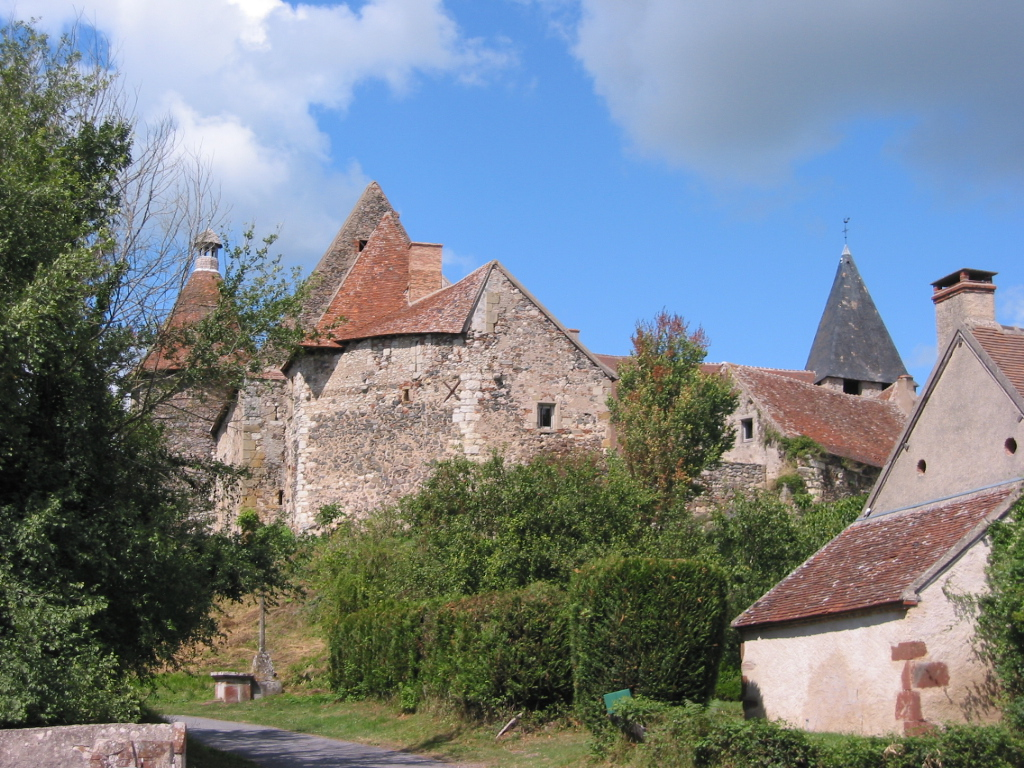
Burg und Kirche
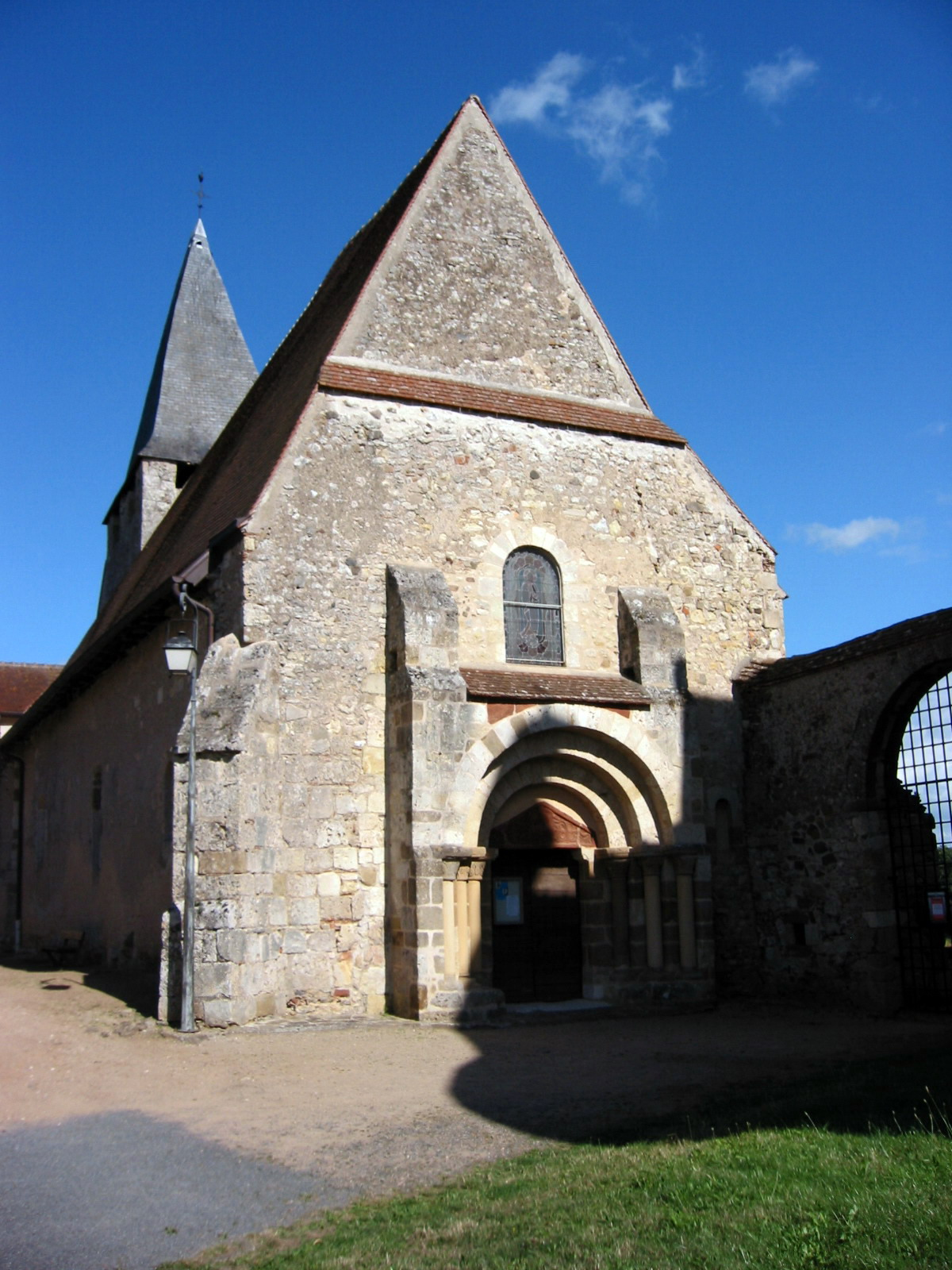
Kirche Saint-Pierre
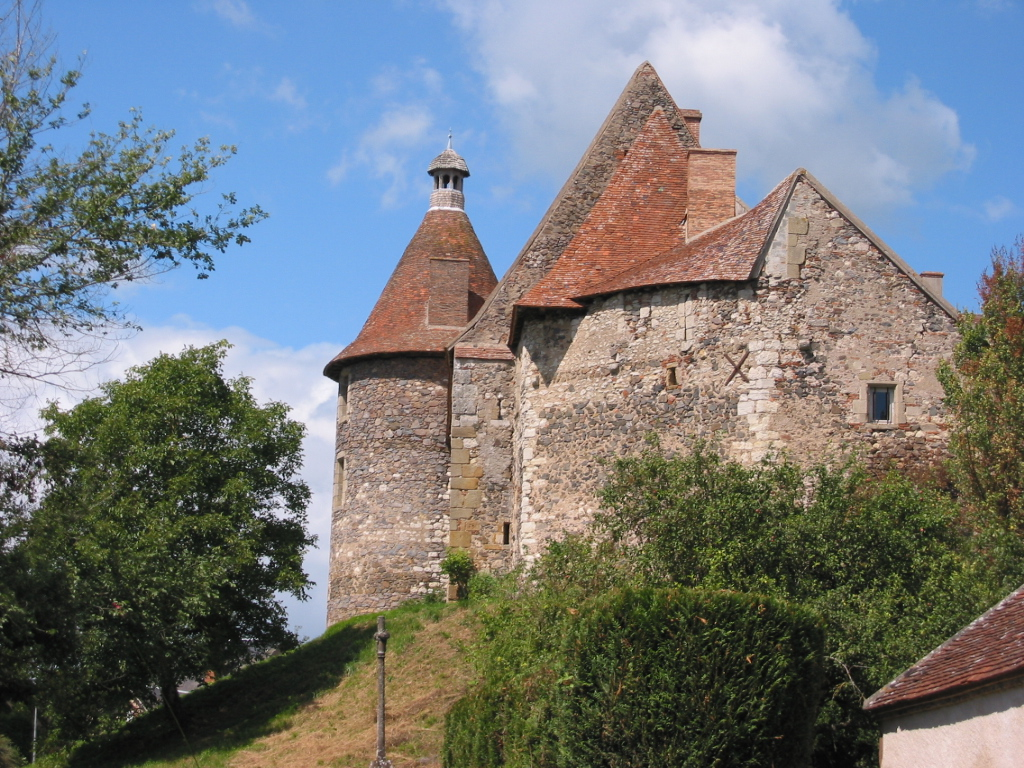
Burg
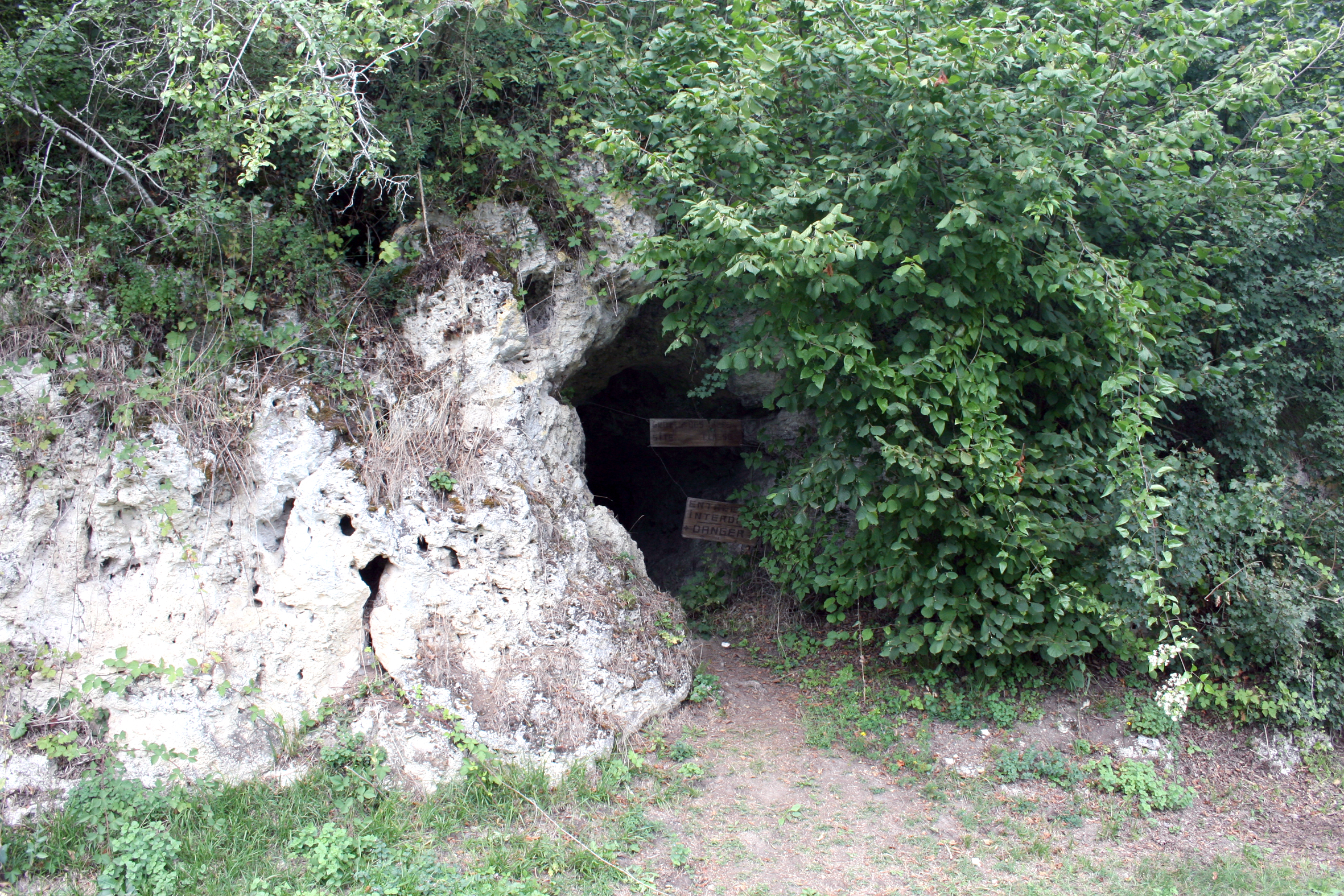
Grotte des fées
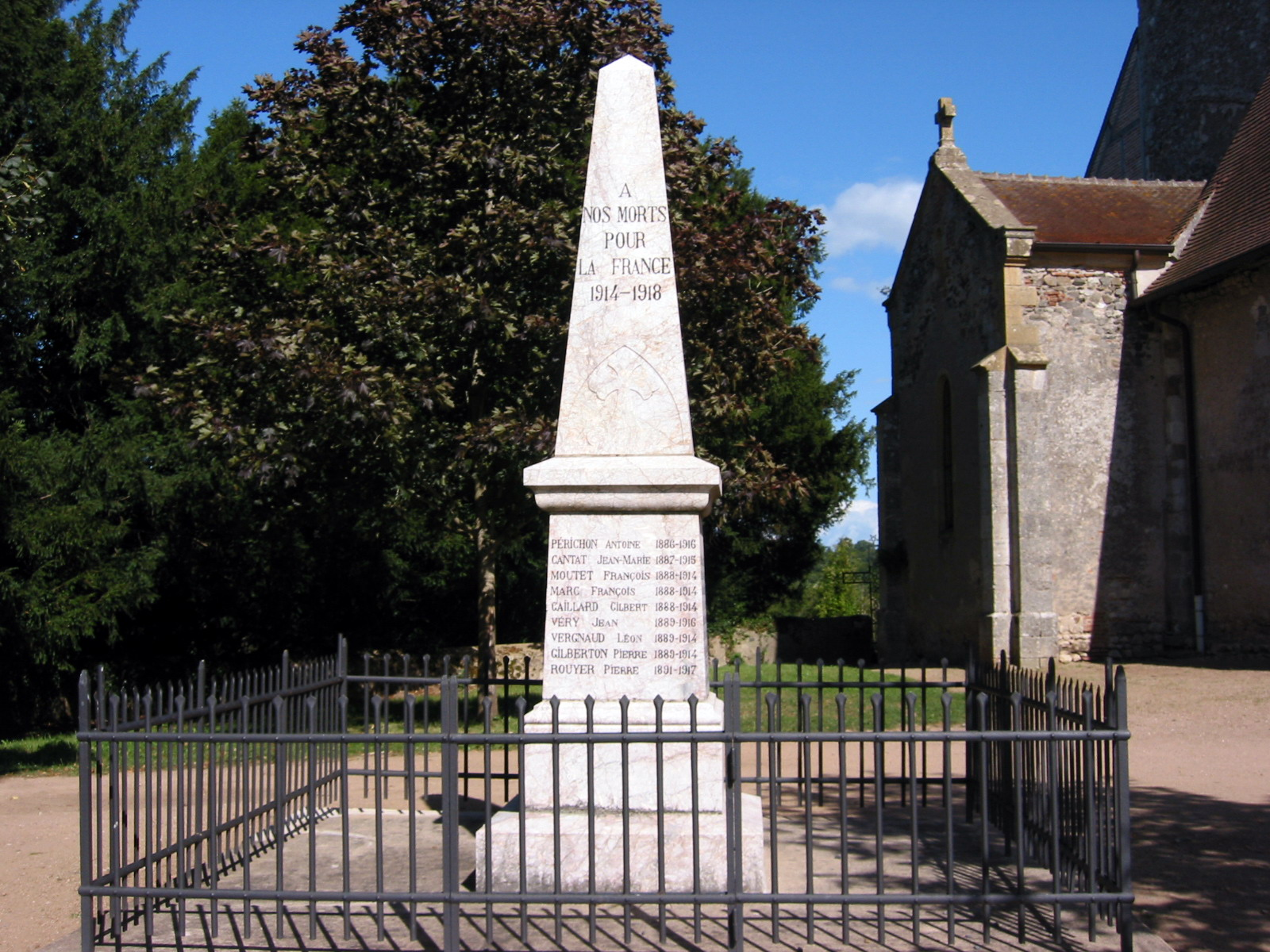
Gefallenendenkmal

## Belege
1. ↑  Kirche Saint-Pierre in der Base Mérimée des französischen Kulturministeriums (französisch)
2. ↑  Château in der Base Mérimée des französischen Kulturministeriums (französisch)
3. ↑  Grotte des Fées in der Base Mérimée des französischen Kulturministeriums (französisch)